# Polikraisjte
Polikraisjte (Bulgaars: Поликраище) is een dorp in Bulgarije. Het is gelegen in de gemeente Gorna Orjachovitsa in de oblast Veliko Tarnovo. Het dorp ligt hemelsbreed op ongeveer 11 km afstand van de regionale hoofdplaats  oblast Veliko Tarnovo en 194 km ten noordoosten van de hoofdstad Sofia.

## Bevolking
Op 31 december 1934 telde het dorp 3.900 inwoners. Dit aantal steeg tot een maximum van 3.956 inwoners in 1946. Sindsdien neemt het inwonersaantal continu af. Op 31 december 2019 telde het dorp 1.598 inwoners.
|  |

Van de 1.965 inwoners reageerden er 1.867 op de optionele volkstelling van 2011. Van deze 1.867 respondenten identificeerden 1.827 personen zichzelf als etnische Bulgaren (97,9%), gevolgd door 19 Bulgaarse Turken (1%), 11 Roma (0,6%) en 10 ondefinieerbare personen (0,6%).